# Claudio Casciolini
Claudio Casciolini   (Roma, 9 de novembre de 1697 - Roma, 18 de gener de 1760) va ser un compositor italià.

## Biografia
Fill d'Agostino i Veronica Finocchiola, va néixer a Roma el novembre. Des de l'abril de 1726 fins a la seva mort, va cantar el baix a l'església de San Lorenzo de Damaso, on també va poder haver estat mestre di cappella. El 14 de gener de 1724 es va casar amb Maria Teresa Mazza a la basílica de S. Lorenzo a Damaso; va tenir nombrosos fills i vivia en la pobresa en una petita casa propera a ella: Piazza della Chiesa Nuova. Va ser membre de la Congregació de S. Cecilia, per a la qual va escriure diverses composicions.

## Treballs
Casciolini va escriure només música eclesiàstica. Tot i que va viure durant el període de la música barroca, va escriure exclusivament a l'antic "Stile antico". Aquest consistia en un contrapunt a cappella a l'estil de Palestrina.

## Composicions
Les seves composicions inclouen una Missa pro defunctis de tres parts i una Missa brevissima.
Altres obres a quatre veus

- Venite comedite;
- Adiuva nos;
- Responsoria per il Mercoledi, Giovedi, Venerdi Santo; Benedictus;
- Christus factus est, Vexilla;
- Christe cum sit; Istorum est;
- Miserere;
- O vos omnes;
- Laude sagra ad honorem et gloriam Domini nostri Jesu Christi;
- Pange lingua;
- Stabat Mater;
- Viam mandatorum.

Altres treballs per a vuit parts

- Angelus Domini;
- Beatus vir;
- Dixit Dominus;
- Zachee festinans descende.